# Hàu ốp lết

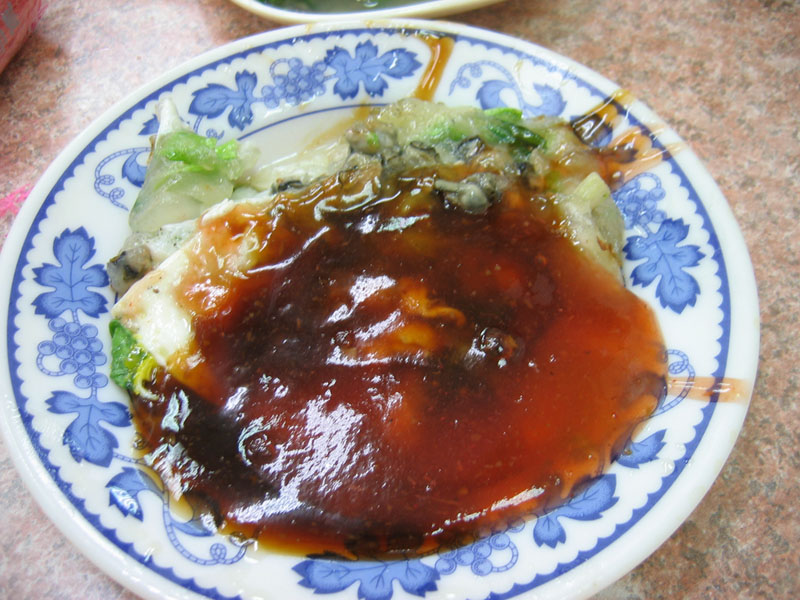
Hàu ốp lết kiểu Đài Loan

Hàu ốp lết, còn được gọi là o-a-tsian (tiếng Trung: 蚵仔煎; Bạch thoại tự: ô-á-chian), o-chien (tiếng Trung: 蚵煎; Bạch thoại tự: ô-chian) hoặc orh luak (giản thể: 蚝烙; phồn thể: 蠔烙; Peng'im: o5 luah4) là một món ăn bắt nguồn từ người Mân Nam (cả người Phúc Kiến và Tiều). Do sự ảnh hưởng của cộng đồng người Phúc Kiến món ăn được nổi tiếng với nhiều cách nêm riêng như tại Mân Nam và Triều Sán, cùng với Đài Loan và nhiều quốc gia Đông Nam Á như Philippines, Thái Lan, Malaysia và Singapore.

## Miêu tả
Hàu ốp lết là "một món yêu thích" tại chợ đêm Đài Loan, và liên tục được nhiều người nước ngoài xếp hạng là món ăn hàng đầu tại Đài Loan. Sự phổ biến và giá cả phải chăng là một trong những điểm nổi trội tại chợ đêm. Tại Philippines, menu tiếng Anh của món thường được gọi là "oyster cake".

## Nguyên liệu
Món ăn bao gồm một ốp lết được phủ đầy bề mặt bằng lớp hàu Thái Bình Dương nhỏ. Bột (thông thường là bột khoai lang) được trộn với bột trứng, cho kết quả là vỏ bọc trứng sẽ dày hơn. Mỡ heo thường được sử dụng để chiên món ốp lết. Tuỳ theo sự đa dạng của các vùng, một loại nước sốt sẽ được đổ lên trên món ốp lết để tăng thêm hương vị.
Tương ớt hoặc sa tế pha với nước chanh thường được thêm vào để tăng thêm sự kích thích khẩu vị. Tôm đôi khi thường được dùng để thay thế hàu; khi đó, nó được gọi là tôm ốp lết (蝦仁煎).

## Tên gọi
Trong Tiếng Trung Quốc, "hàu ốp lết" còn được biết với nhiều cách gọi khác nhau tùy theo vùng địa lý Trung Quốc. 
| Tên tiếng Trung | Phát âm trong cách nói khác                                                                                  | Khu vực sử dụng tên đó                                     |
| --------------- | --- | ---------------------------------------------------------- |
| 蠔烙            | Tiếng Triều Châu: o5 luah4 Tiếng phổ thông: háo lào                                                          | Ở vùng Triều Sán và cộng đồng hải ngoại liên kết với vùng. |
| 蚵仔煎          | Tiếng Phúc Kiến và Phúc Kiến Đài Loan: ô-á-chian Tiếng phổ thông: ézǎi jiān                                  | Nam Phúc Kiến, Đài Loan, và Philippines                    |
| 蚵煎            | Tiếng Phúc Kiến: ô-chian Tiếng phổ thông: hé jiān                                                            | Nam Phúc Kiến, Malaysia, Singapore, và Philippines         |
| 牡蠣煎          | Tiếng Phúc Kiến: bó͘-lē-chian Tiếng phổ thông: mǔlì jiān                                                      | Hầu hết khu vực Trung Quốc đại lục                         |
| 海蠣煎          | Tiếng Phúc Kiến: hái-lē-chian Tiếng phổ thông: hǎilì jiān                                                    | Nam Phúc Kiến                                              |
| 蠔煎            | Tiếng Quảng Châu: hòuh jīn Tiếng phổ thông: háo jiān                                                         | Triều Sán, Singapore, Malaysia và Indonesia                |
| 煎蠔餅          | Tiếng Quảng Châu: jīn hòuh béng Tiếng Khách Gia: Tsiên-hàu-piáng (Pha̍k-fa-sṳ) Tiếng phổ thông: jiān háo bǐng | Hồng Kông, Ma Cao và khu vực Lưỡng Quảng                   |
| 蠔仔餠          | Tiếng Quảng Châu: hòuh jái béng Tiếng Khách Gia: hàu-tsái-piáng (Pha̍k-fa-sṳ) Tiếng phổ thông: háo zǐ bǐng    | Hồng Kông, Ma Cao và Đồng bằng Châu Giang                  |
| 蠔仔煎          | Tiếng Quảng Châu: hòuh jái jīn Tiếng Khách Gia: hàu-tsái-tsiên Tiếng phổ thông: háo zǐ jiān                  | Hồng Kông, Ma Cao và Đồng bằng Châu Giang                  |

## Thái Lan
Ở Thái Lan nó còn được gọi hoi thot (tiếng Thái: หอยทอด), và được thay đổi thành vẹm ốp lết (hoi malaeng phu thot, tiếng Thái: หอยแมลงภู่ทอด), mặc dù phiên bản gốc là hàu (hot nang rom thot, tiếng Thái: หอยนางรมทอด) cũng phổ biến nhưng giá lại cao hơn. Tại Bangkok, những khu vực đề xuất cho món hàu ốp lết bao gồm Talat Wang Lang gần Bệnh viên Siriraj; bến thuyền Wang Lang (Siriraj) ở Bangkok Noi; Đường Yaowarat trong Phố Tàu Bangkok, nơi có một nhà hàng Michelin-Bib Gourmand cùng với phường Charoen Krung tại Bang Rak. Vào năm 2017, Đại hội ẩm thực đường phố thế giới công bố hàu ốp lết là một trong ba món ăn đường phố xuất sắc trong những món ăn đường phố tại Thái Lan.

## Hình ảnh

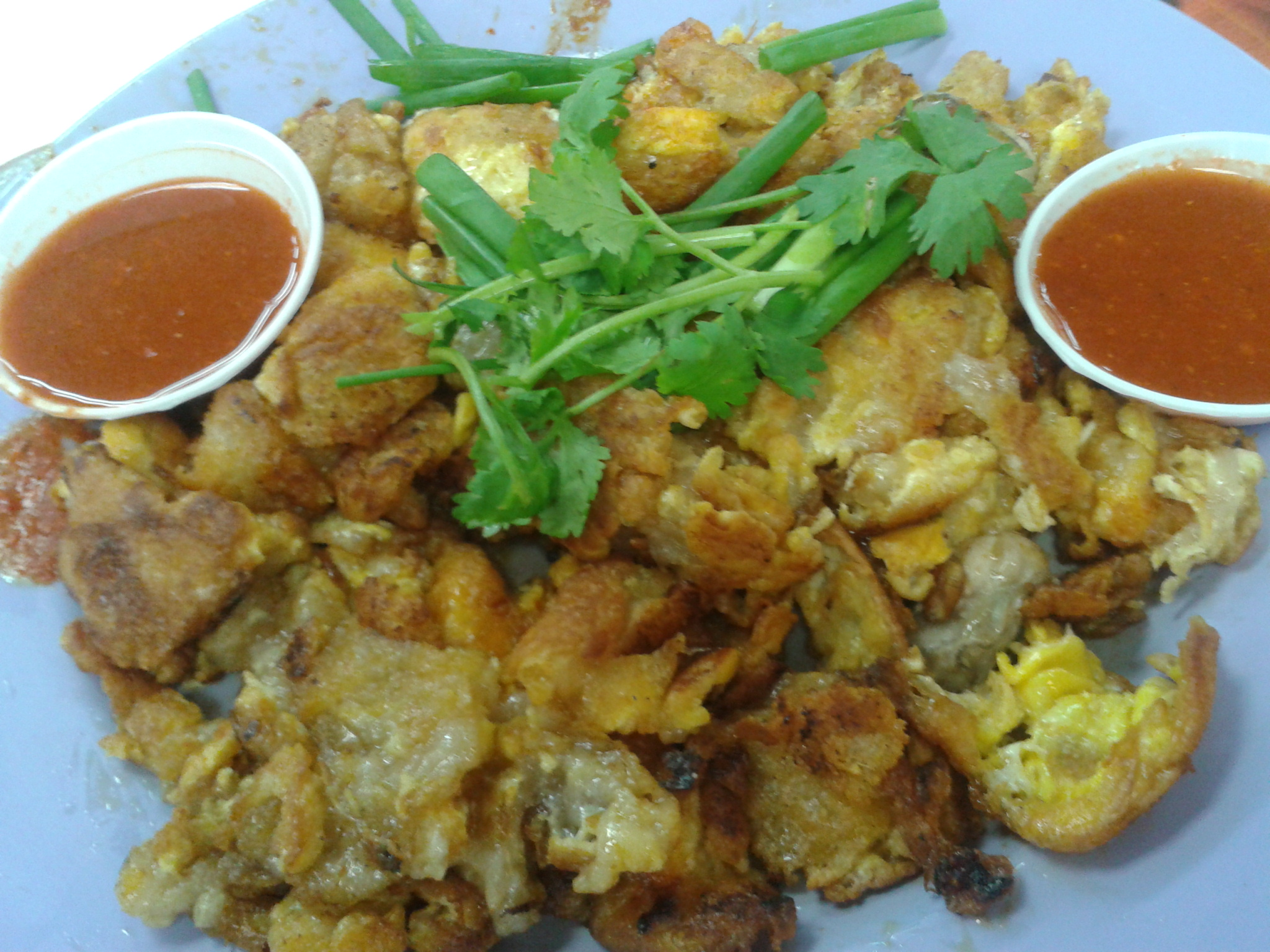
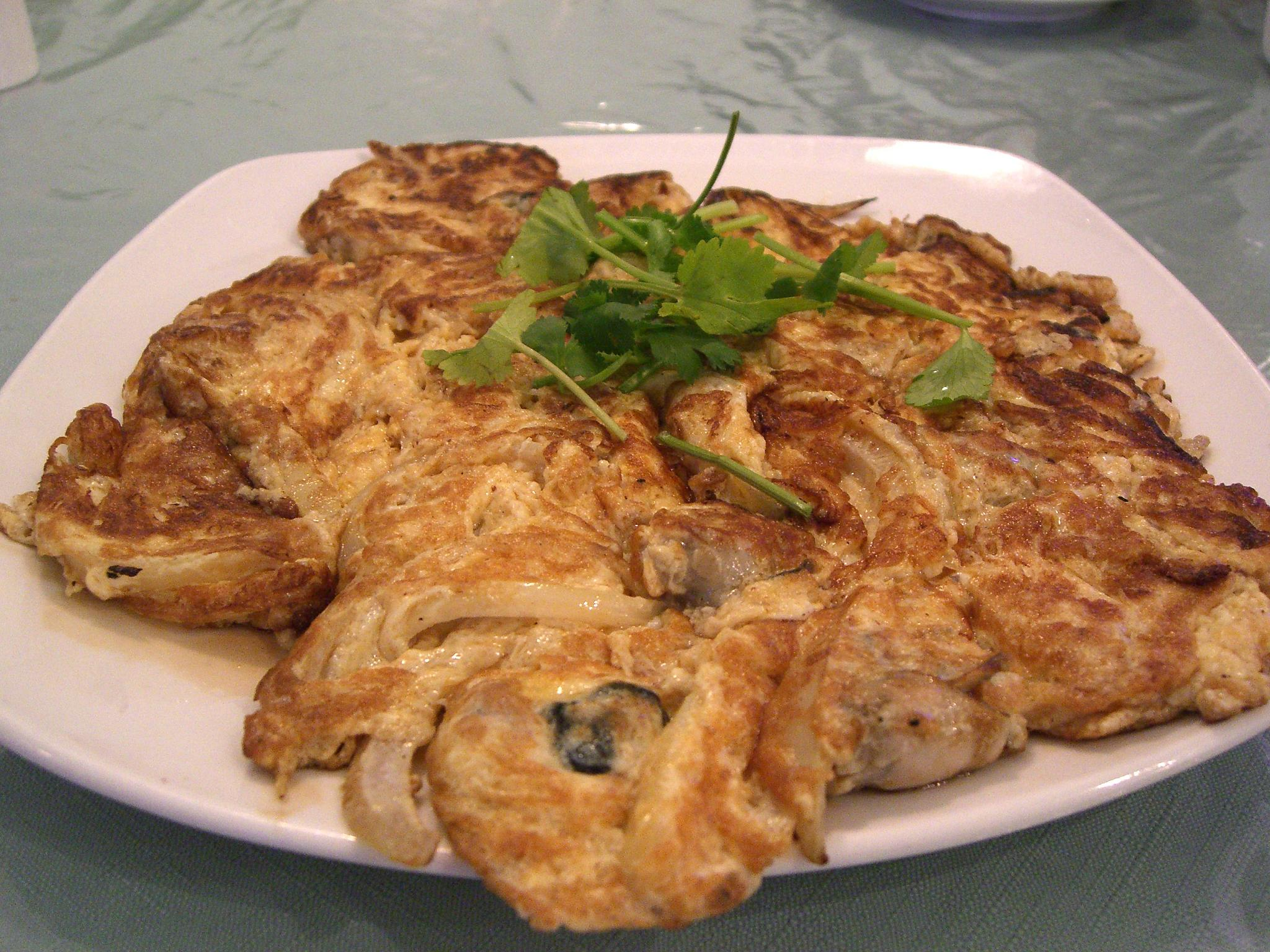
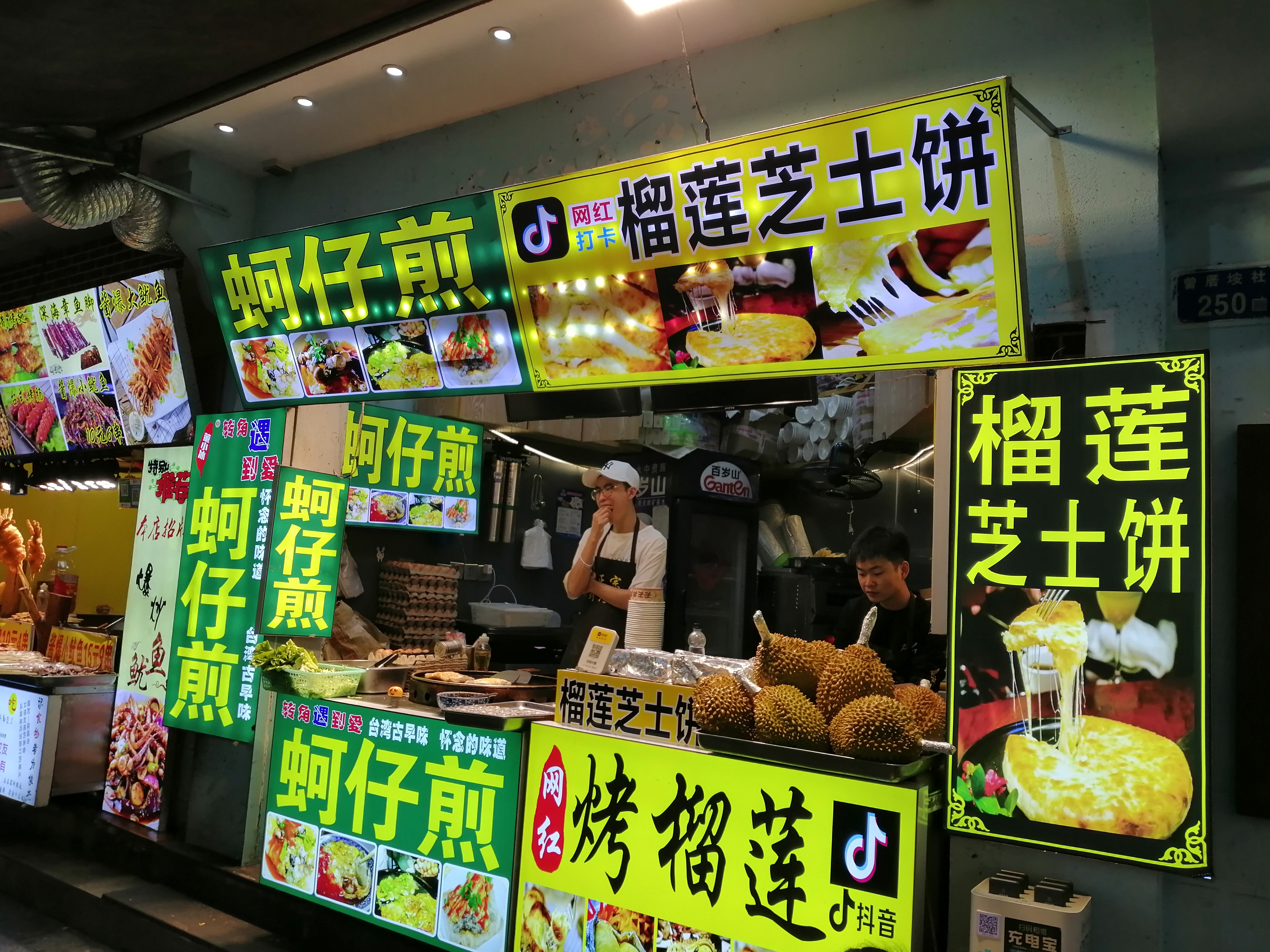
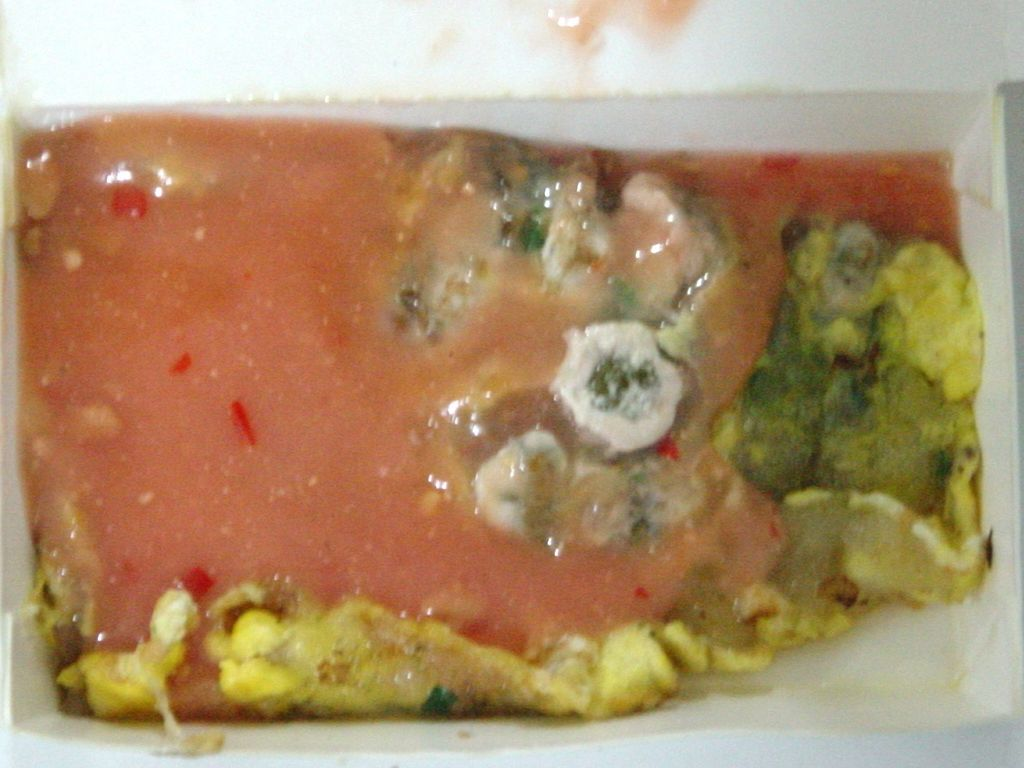
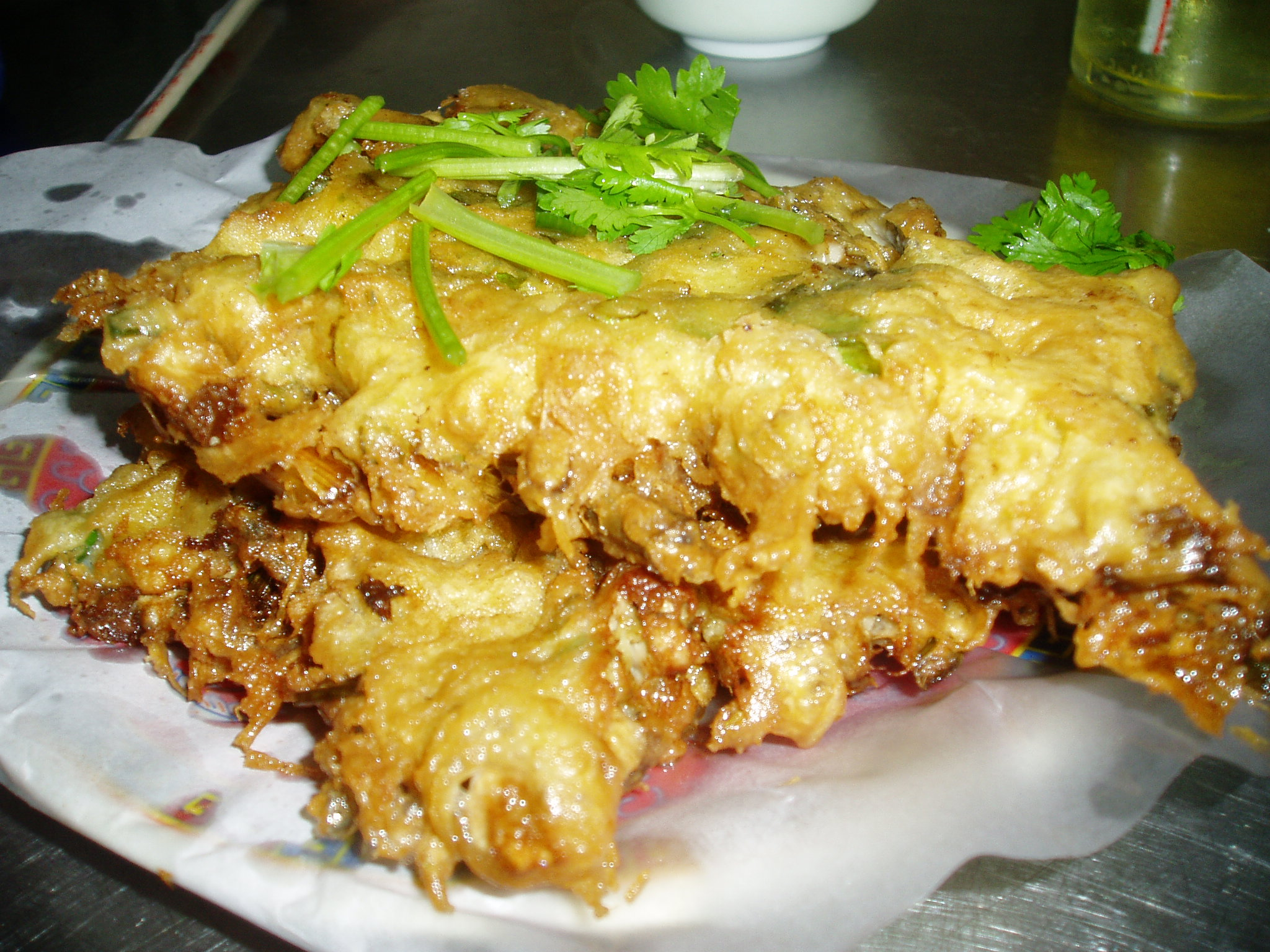
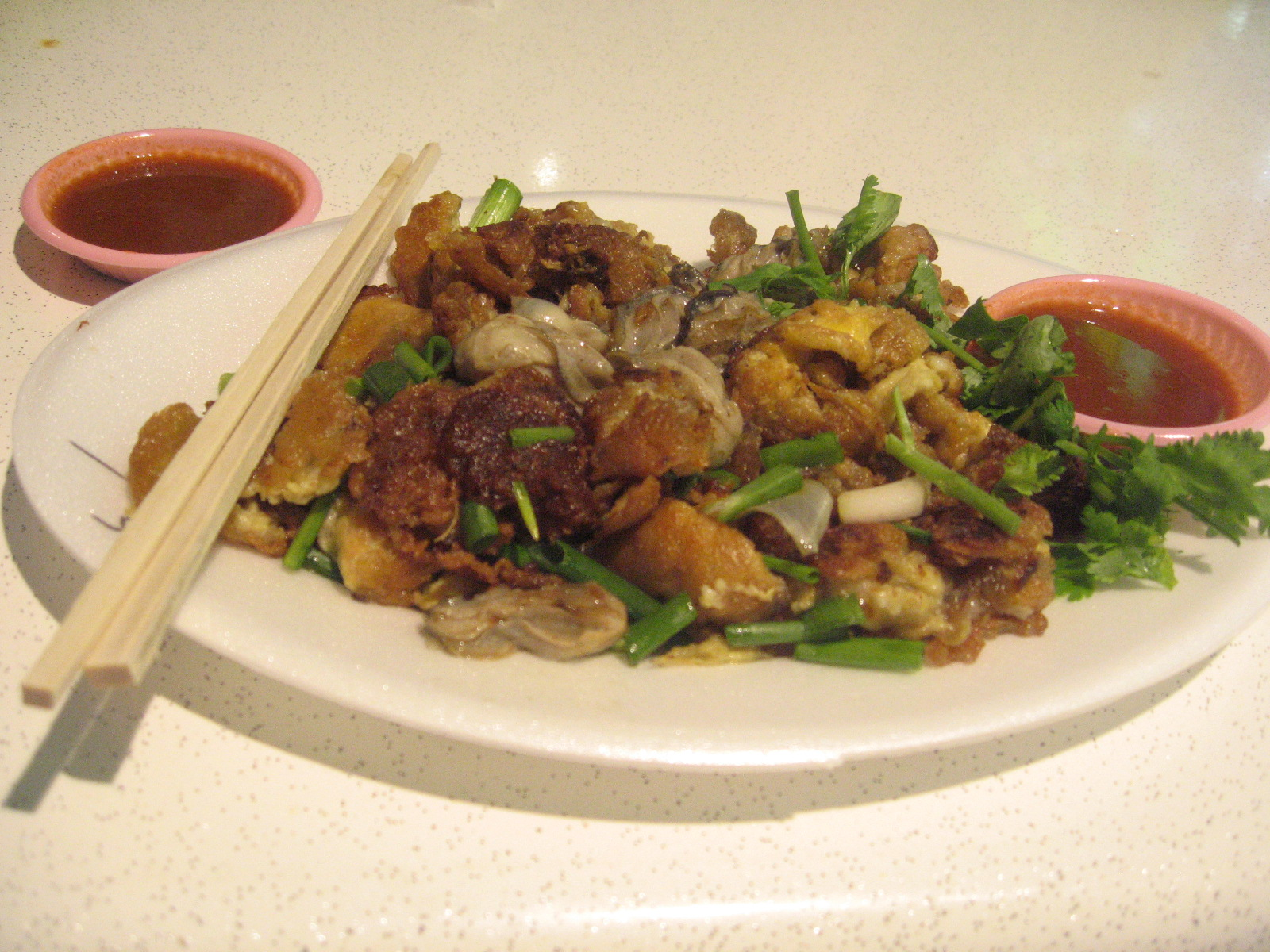
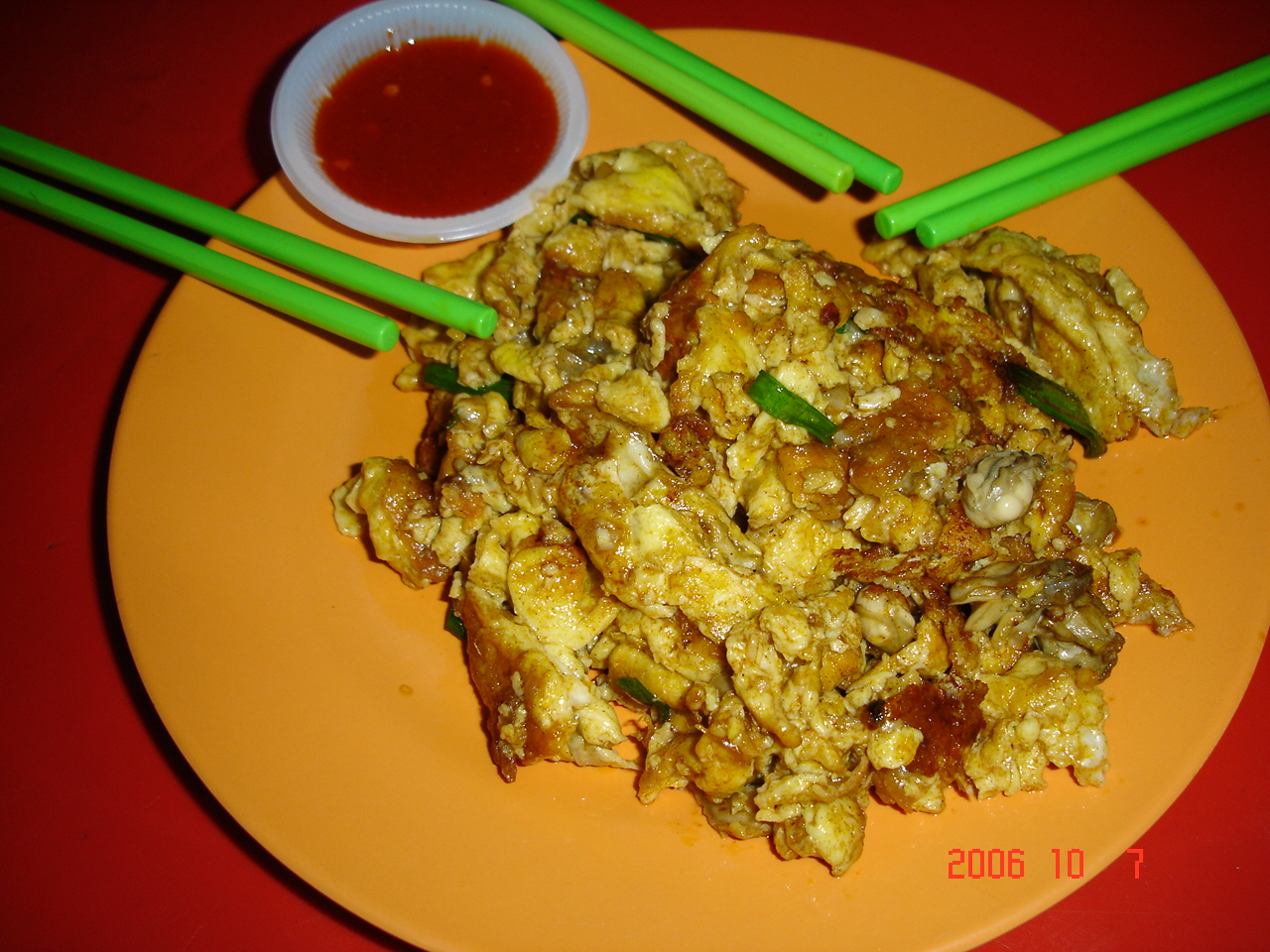
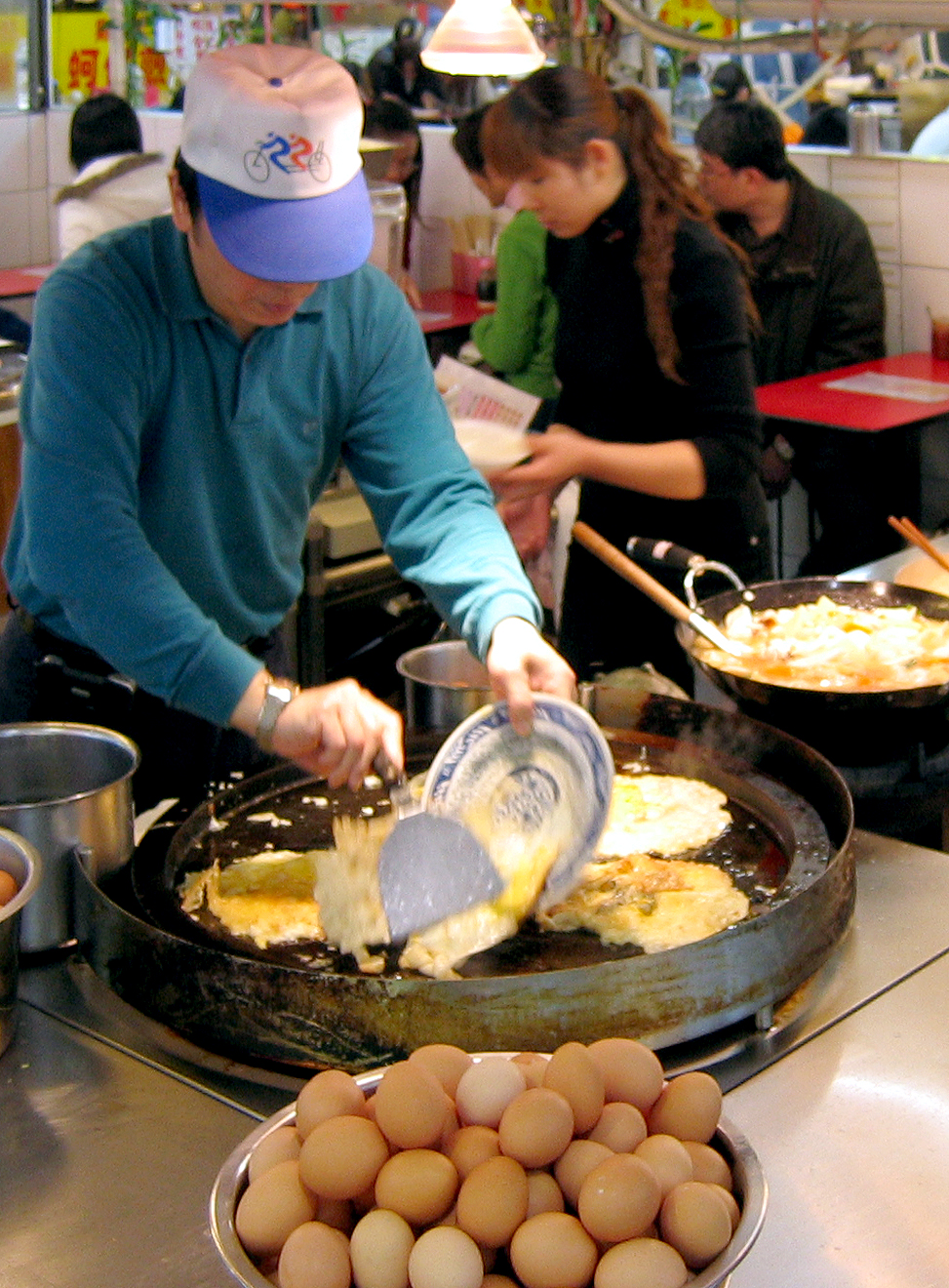